# ネオ神智学
ネオ神智学（ネオしんちがく、Neo-Theosophy）は、1891年にブラヴァツキー夫人が亡くなった後でアニー・ベサントとチャールズ・ウェブスター・レッドビータ（リードビーターとも）が敷衍して説いた神智学的思想体系に対して、ブラヴァツキー夫人の追従者たちが使った呼称である。本来は侮蔑的な用語であった。その内容はブラヴァツキーがもともと提示したものといくつかの点で異なっていたが、世界中の神智学徒の大多数はこれを真に神智学的な教義として受け容れている。

## 概説
ブラヴァツキー夫人が1891年に亡くなった後、ウィリアム・クアン・ジャッジは、ジャッジがマハートマーからの手紙を捏造したとされたことに関して、ヘンリー・スティール・オルコットならびにアニー・ベサントとの論争を余儀なくされた。結果として、かれは1895年中にオルコットとベサントとの関係を絶ち、協会のアメリカ・セクションの大多数を道連れにした。ジャッジはニューヨークで死去するまでの約1年間、かれの新たな団体を運営し、その後キャサリン・ティングリーがこれを引き継いで管理人となった。オルコットおよびベサントの派閥から生じた団体は、今日ではインドに本拠を置き、神智学協会アディヤール派と呼ばれている。神智学協会アディヤール派のアメリカ・セクションである現・アメリカ神智学協会は現在、イリノイ州ウィートンに本部を置いている。一方、ジャッジが運営したアメリカ神智学協会の後継団体は、その名称「神智学協会」にしばしば「国際本部、カリフォルニア州パサディナ」と付記される。指導者のティングリーがニューヨークからサンディエゴのロマ岬（ポイント・ロマ）に本部を移したことにより、ポイント＝ローマ派とも呼ばれたが、現在の本部はパサディナにある。「神智学協会アディヤール派」は、ウィリアム・Q・ジャッジおよびブラヴァツキー夫人の本来の教義に追従するポイント＝ローマ派（現「神智学協会・国際本部（カリフォルニア州パサディナ）」）に所属する人々から「ネオ神智学」であるとして非難された最初の団体である。かれらは「正統的」神智学徒を自任し、アニー・ベサント、ヘンリー・オルコット、およびC・W・レッドビータの教義を「ネオ神智学」的であるとして容認していない。
「ネオ神智学」という造語は、1912年頃ファーディナンド・T・ブルックスによって The Theosophical Society and its Esoteric Bogeydom （『神智学協会とその秘教的魑魅魍魎』）の続編である Neo Theosophy Exposed （『ネオ神智学解明』）という本において作られた。1924年頃、マーガレット・トマスは Theosophy Versus Neo-Theosophy （『神智学VSネオ神智学』）という本を発表した。この本（現在、オンラインで閲覧可能）はブラヴァツキー神智学とネオ神智学の詳細な批判的比較を提示している。
G・R・S・ミードもベサントとレッドビータの霊視による研究に対してきわめて批判的であり、ブラヴァツキー神智学に忠実であり続けたが、かれもまたベサントの運動を指してネオ神智学という言葉を使用している。かれにとって「神智学」とは世界の偉大な宗教と哲学における叡智的要素を意味した。
後にネオ神智学という言葉は、初期の神智学者たちが築いた団体に限らず、その中心的諸前提をブラヴァツキー神智学から大いに借用している諸団体を指す言葉として、神智学界の外部でも使われるようになった。ロバート・S・エルウッドは1973年の著書 Religious and Spiritual Groups in Modern America （『現代アメリカにおける宗教的・精神的諸団体』）において、初期の神智学者たちの作った諸団体を「神智学からの分散移譲」と呼び、「ネオ・グノーシス諸団体、ネオ薔薇十字諸団体〔中略〕ルドルフ・シュタイナーの人智学、〔中略〕アリス・ベイリーの諸団体、（ガイ・バラードの）アイ・アム運動、マックス・ハインデルの薔薇十字主義（薔薇十字友朋団）」と一通り列挙した中に含めている。後の著書 Alternative Altars (1979) においてエルウッド教授は以下のように書き添えた。
アーケイン学校および満月瞑想グループの創設者であるアリス・ベイリー（1880年-1949年）、そして「I AM」運動のガイ・バラード（1878年-1930年）は、神智学の大師たちからの新しい特別な通信に基づいた活動を始めた人々の典型である。
著述家ダリル・S・ポールソンは「ネオ神智学」をアリス・ベイリーに結びつけて考えている。
その他のネオ神智学者としては、シュタイナーの同時代人であるピーター・ダノフとラテンアメリカに神智学的教義を伝えたサマエル・アウン・ベオールが挙げられる。ディオン・フォーチュンとアレイスター・クロウリーも神智学運動の前衛に影響を及ぼした人物であった（と同時にかれらも神智学運動から影響を受けている）が、それらは次の段にはアントン・ラヴィのサタニズム、L・ロン・ハバードのサイエントロジー、ウイッカ、そして現代のニューエイジとニューソート運動へと影響を及ぼした（アリス・ベイリーは「ニューエイジ」という言葉を導入した）。今日のネオ神智学者の例としてはベンジャミン・クレームとダグラス・ベイカーが挙げられる。

## 脚註
1. ↑  James R. Lewis, Jesper Aagaard Petersen, Controversial New Religions, Oxford University Press, 2004 ISBN 0-19-515682-X  Page 292
2. ↑   Theosophy vs. Neo-Theosophy:
3. ↑  by Nicholas Goodrick-Clarke|, Clare Goodrick-Clarke  G. R. S. Mead and the Gnostic Quest North Atlantic Books ISBN 1-55643-572-X Page 22
4. ↑  cited in Demetres P. Tryphonopoulos, The Celestial Tradition: A Study of Ezra Pound's the Cantos , Wilfrid Laurier University Press 1992 ISBN 0-88920-202-8 Page 85
5. ↑   Robert S. Ellwood, Jr., "Religious and Spiritual Groups in Modern America", Prentice-Hall, 1973 ISBN 0-13-773317-8
6. ↑  Robert S. Ellwood, Jr., Alternative Altars: Unconventional and Eastern Spirituality in America, University of Chicago Press, 1979 ISBN 0-226-20618-1
7. ↑  Daryl S. Paulson, "The Near-Death Experience: An Integration of Cultural, Spiritual, and Physical Perspectives", Journal of Near-Death Studies, Springer, Netherlands, ISSN 0891-4494 (Print) 1573-3661 (Online) Issue Volume 18, Number 1 / September, 1999
8. ↑  Neville Drury. "Why Does Aleister Crowley Still Matter?" Richard Metzger, ed. Book of Lies: The Disinformation Guide to Magick and the Occult. Disinformation Books, 2003.